# Елсуков, Михаил Петрович
Михаил Петрович Елсуков (21.11.1902-23.10.1965) — советский учёный в области кормопроизводства, агротехники, семеноводства и селекции однолетних кормовых трав.

## Биография
Родился в д. Лиса-гора Архангельской губернии.
Окончил Ленинградский СХИ (1931).
ВНИИ растениеводства (ВИР): ученый секретарь (1935—1936), заведующий Бюро высокогорного земледелия (1936—1937), директор Среднеазиатской опытной станции (1937—1938).
В 1938—1941 директор ВНИИ защиты растений. В 1941—1945 служил в РККА, участник Великой Отечественной войны.
Директор ВНИИ кормов (1945—1952, 1953—1959). В 1952—1953 начальник Управления науки, заместитель начальника Главного управления науки и пропаганды МСХ СССР (1952—1953).
С 1959 г. старший научный сотрудник ВНИИ кормов.

## Научная деятельность
Научные исследования посвящены изучению биологии, видового разнообразия и продуктивности однолетних злаковых и бобовых культур в чистых и смешанных посевах, их влияния на плодородие почв, роли в создании прочной кормовой базы животноводства в различных климатических условиях.

### Научные труды
Опубликовал свыше 20 книг и брошюр.
Книги:
- Могар / соавт. А. И. Тютюнников. — М.: Сельхозгиз, 1953. — 72 с.
- Возделывание однолетних кормовых культур / соавт. А. И. Тютюнников. — М.: Сельхозгиз, 1955. — 96 с.
- Однолетние кормовые травы / соавт. А. И. Тютюнников. — М.: Моск. рабочий, 1957. — 72 с.
- Пути увеличения производства кормов. — М.: Сельхозгиз, 1958. — 56 с.

## Награды и звания
Кандидат с.-х. наук (1937), доцент (1940), член-корреспондент ВАСХНИЛ (1956).
Награждён 2 орденами Трудового Красного Знамени (1949, 1954), орденом Отечественной войны II степени (1944), 2 орденами Красной Звезды (1943, 1945), медалями.